# Rosiglitazonă
Rosiglitazona (cu denumirea comercială Avandia) este un medicament antidiabetic din clasa tiazolidindionelor, fiind utilizat în SUA în tratamentul diabetului zaharat de tipul 2. Calea de administrare disponibilă este cea orală.
Agenția Europeană a Medicamentului a recomandat în septembrie 2010 suspendarea comercializării medicamentului, deoarece riscurile depășeau beneficiile utilizării. În prezent, medicamentul nu mai este autorizat pentru uz în Europa.

## Utilizări medicale
Rosiglitazona este utilizată în tratamentul diabetului zaharat de tip 2 (non-insulino-dependent), singură sau în asociere cu:
- Insulină
- Metformină
- Derivați de sulfoniluree

sau combinații ale acestora, la pacienții adulți la care nu s-a realizat controlul glicemic adecvat cu dozele maxime tolerate ale acestor tratamente orale.